# Вундеркінди: Вундеркінди 2
«Вундеркінди: Вундеркінди 2» (англ. «Superbabies: Baby geniuses 2») — комедійний фільм 2004 року.

## Сюжет
На цей раз малята стикаються з жахливим і могутнім медіамагнатом, який намагається заволодіти всією супутниковою системою світу. У боротьбі проти лиходія їм приходить на допомогу популярний кіногерой Кахуна — легендарний шпигун.